# Peter Knudsen
Peter Christian Knudsen, P. Knudsen, född 23 november 1848 i Randers, död 28 oktober 1910 i Köpenhamn, var en dansk socialdemokratisk politiker.
Knudsen blev 1867 handskmakargesäll, kom tidigt till Köpenhamn och anslöt sig där till den socialdemokratiska rörelsen. År 1876 blev han ordförande för handskmakarnas fackförening, 1878 medlem av fackföreningarnas centralstyrelse, 1878 medlem av styrelsen för och 1882 partiledare i Socialdemokratisk Forbund.
År 1890 valdes Knudsen till landstingsman för Köpenhamn, men 1898 lämnade han detta mandat, då han valdes till folketingsman för Randers-kretsen, som han representerade intill 1901, varefter han 1903–09 var folketingsman för Köpenhamns tionde krets. År 1897 valdes han till medlem av och året efter till vice ordförande för Köpenhamns borgarrepresentation. Åren 1902–09 var han rådman i Köpenhamns magistrats tredje avdelning och från 1909 till sin död borgmästare för densamma. Han författade en större skrift, Sygeforsikring og Alderdomsforsørgelse (1888).